# Antonina Polozhi
Antonina Vasílievna Polozhi (translitera del cirílico Антонина Васильевна Положий; 12 de mayo de 1917 - 20 de noviembre de 2003) fue una botánica, genetista, taxónoma, fitomejoradora, especialista en plantas de cultivo rusa. Fue profesora de la Universidad Estatal de Tomsk.

## Biografía
Era aborigen de Tomsk, en la familia de empleados de ferrocarriles, su padre Vasili Vasílievich Polozhi y su madre Varvara Andréievna Tetérskaia. Después de salir de la escuela, ingresó a la Facultad de Ciencias Biológicas de la Universidad Estatal de Tomsk (TSU), donde trabajó durante toda la vida. Hizo la carrera desde ayudante de laboratorio de alto nivel, ayudante, profesora asociada, profesora titular, jefa del Departamento de Botánica, Jefa del Herbario (hasta 2002), jefa del Laboratorio de flora y recursos vegetales del Instituto de Investigación de Biología y Biofísica de la TSU.

## Académica y profesional
En 1939, se graduó por la Facultad de Ciencias Biológicas de la Universidad Estatal de Tomsk (TSU) en sistemática de plantas inferiores, y en 1944, el doctorado por la Escuela de posgrado en la misma universidad. Desde 1942, fue asistente de morfología y sistemática de plantas superiores de la TSU. En 1947: profesora asociada: de 1961 a 1996: jefa, de 1996 a 2003 (último día de su vida): profesora de Botánica; de 1968 a 1970:jefa del Laboratorio de flora y recursos vegetales del Instituto de Investigación de Biología y Biofísica de TSU. De 1970 a 2002, a cargo del herbario.
Fue, durante mucho tiempo, miembro del Consejo de expertos de URSS en botánica; de 1969 a 1998: presidenta de la Sección de Tomsk de la URSSn, y luego, de la Sociedad Botánica de Rusia. De 1987 a 1990: miembro de la Sección Botánica de la Junta de Biología, en el Ministerio de Educación Superior de la RSFSR. Lectura de los cursos: "Sistemática de plantas inferiores", "Anatomía y Morfología de Plantas", "Taxonomía de las plantas superiores", "Patología Vegetal", "Taxonomía de plantas con flores con los fundamentos de la filogenia.
Autora de más de 200 artículos científicos, incluyendo 20 monografías sobre temas de florística, taxonomía, fitogeografía y ecología de plantas superiores. Describió, para la ciencia, quince nuevas especies de plantas. Preparó 23 candidatos y 8 médicos.

## Honores

### Eponimia
- (Fabaceae) Astragalus polozhiae Timokhina[2]

- (Poaceae) Poa polozhiae Revjakina[3]

- (Ranunculaceae) Delphinium polozhiae A.L.Ebel[4]

- (Scrophulariaceae) Veronica polozhiae Revuschkin[5]

- Portal:Biografías. Contenido relacionado con Botánica.
- Portal:Biología. Contenido relacionado con Taxonomía.

- La abreviatura «Polozhij» se emplea para indicar a Antonina Polozhi como autoridad en la descripción y clasificación científica de los vegetales.[6]